# Mutza
| Mutza senzilla |  | Mutza senzilla |
| Mutza senzilla |  | Mutza doble    |

Una mutza —μούντζα en grec, AFI [ˈmud͡za]— o faskeloma —φασκέλωμα en grec, AFI [fasˈce̞lo̞ma]— és un gest insultant entre els grecs, a Grècia i a Xipre, que consisteix a obrir els cinc dits d'una o de les dues mans i presentar el palmell de la mà tot allargant el braç cap a la persona insultada.

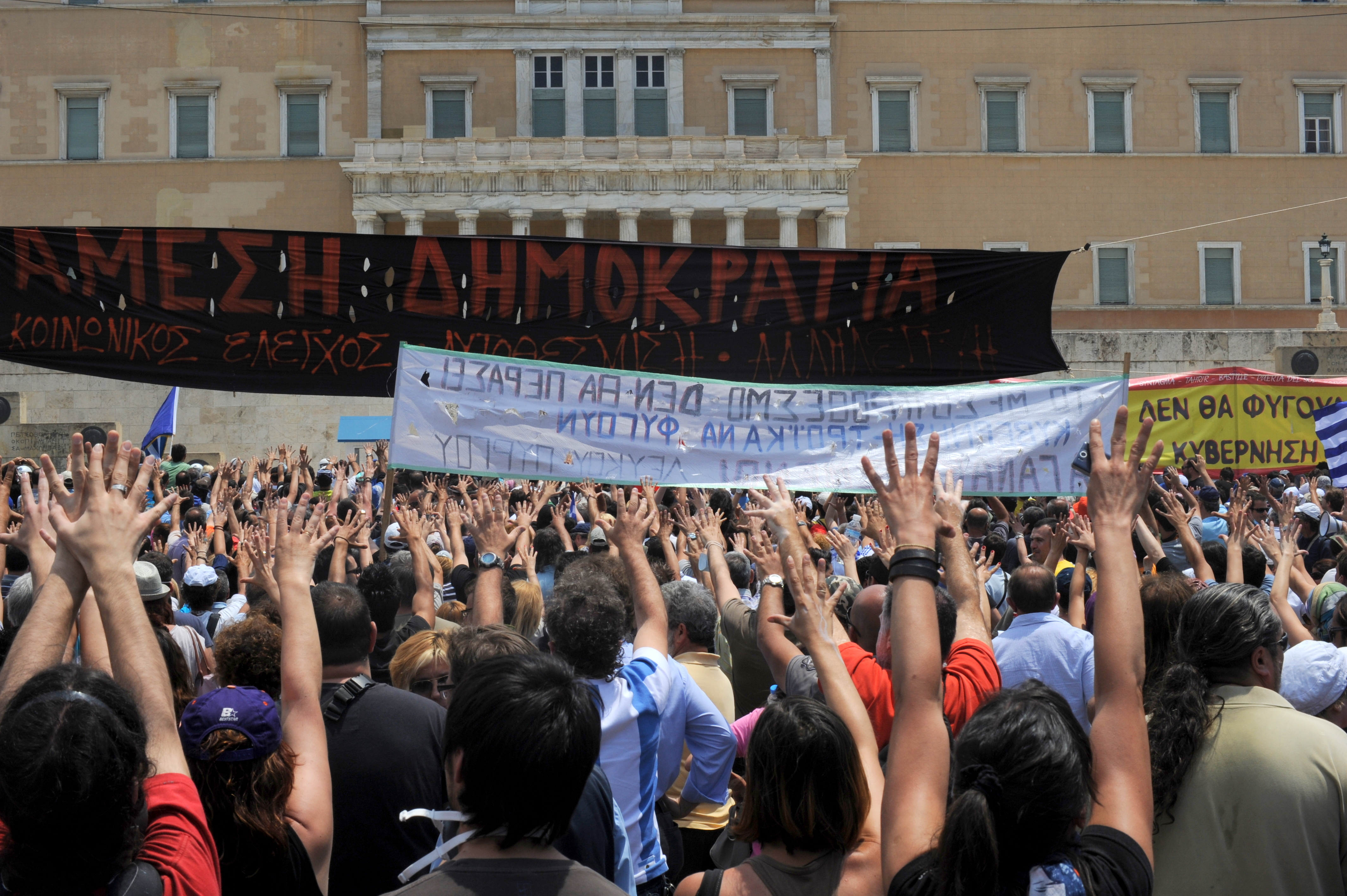
Gent fent la mutza al parlament grec durant les manifestacions de 2010-2011

Sovint s'acompanya amb expletius com "να" (na), "παρ'τα" (par'ta) o "όρσε" (órse), amb el significats com aquí, fes-te fotre, vés, respectivament. Es considera més insultant com més a prop es fa el gest de la cara de l'altra persona.
Una versió encara més ofensiva es fa amb les dues mans per a doblar l'efecte del gest, picant el palmell d'una mà contra el revés de l'altra, en direcció a la persona insultada.
Quan una persona grega vol mostrar el nombre 5 a una altra amb els dits de la mà, ja té cura de no mostrar el palmell cap a la persona receptora, ni d'obrir massa els dits, no fos cas que es prengués el gest per una mutza.